# Pilpul
Pilpul (hebr. פִּלְפּוּל) – metoda studiowania tekstu talmudycznego, polegająca na dialektycznym zestawianiu argumentów za i przeciw danej wykładni prawa w celu znalezienia ostatecznego rozwiązania. Cechuje się rozróżnianiem subtelnych znaczeń. Była krytykowana za  kazuistykę i formalizm. Swoje źródła ma w komentarzach Rasziego i Majmonidesa i do dziś jest uznawana w niektórych ortodoksyjnych jesziwach.